# Ключ 70
| 方                     | 方           | 方           |
| ---------------------- | ------------ | ------------ |
| 69                     | 70           | 71           |
| Піньінь:               | fāng         | fāng         |
| Чжуїнь:                | ㄈㄤ         | ㄈㄤ         |
| Вейд-Джайлз:           | fang1        | fang1        |
| Ютпхін:                | fong1        | fong1        |
| Он:                    |              |              |
| Кун:                   |              |              |
| Кандзі:                | 方偏 katahen | 方偏 katahen |
| Хун:                   | 모 mo        | 모 mo        |
| Им:                    | 방 bang      | 방 bang      |
| Індекс у Вікісловнику: | 方           | 方           |

Ключ 70 — ієрогліфічний ключ, що означає квадрат і є одним із 34 (загалом існує 214) ключів Кансі, що складаються з чотирьох рисок.
У Словнику Кансі 92 символи із 40 030 використовують цей ключ.

## Символи, що використовують ключ 70

Як писати ієрогліф.

| без додаткових | 方                      |
| 4 додаткові    | 斺 斻 於                |
| 5 додаткових   | 施 斾 斿 旀             |
| 6 додаткових   | 旁 旂 旃 旄 旅 旆 旊    |
| 7 додаткових   | 旇 旈 旉 旋 旌 旍 旎 族 |
| 8 додаткових   | 旐 旑                   |
| 9 додаткових   | 旒 旓 旔 旕             |
| 10 додаткових  | 旖 旗                   |
| 12 додаткових  | 旘 旙                   |
| 13 додаткових  | 旚                      |
| 14 додаткових  | 旛                      |
| 15 додаткових  | 旜 旝 旞                |
| 16 додаткових  | 旟                      |